# Ça tourne à Séoul !
Pour plus de détails, voir Fiche technique et Distribution.
Ça tourne à Séoul ! (hangeul : 거미집 ; RR : Geomijip ; MR : Kŏmijip ; litt. « Toile d'araignée ») est un film sud-coréen réalisé par Kim Jee-woon, sorti en 2023.
Il est sélectionné « hors compétition » au festival de Cannes 2023. Durant sa production, sa version française portait le nom Dans la toile.

## Synopsis
Dans les années 1970 à Séoul, le réalisateur Kim tourne son film, Dans la toile. Le tournage est difficile pour le cinéaste, entre les autorités de censure, les problèmes des acteurs ou encore les producteurs qui interfèrent sur le plateau. Kim va devoir faire avec ce désordre pour arriver à son but ultime : réaliser un chef-d’œuvre.

## Fiche technique
Sauf indication contraire ou complémentaire, les informations mentionnées dans cette section peuvent être confirmées par la base de données de KMDb
- Titre original : 거미집
- Titre français : Ça tourne à Séoul !
- Titre français provisoire : Dans la toile
- Réalisation : Kim Jee-woon
- Scénario : Shin Yeon-shick
- Musique : Mowg[1]
- Décors : Jeong Yi-jin[1]
- Costumes : Choi Eui-young[1]
- Photographie : Kim Ji-yong[1]
- Son : Choi Tae-Young[1]
- Montage : Yang Jin-mo[1]
- Production : Choi Jae-won[1]
- Coproduction : Choi Jeong-hwa[1]
- Production déléguée : An Eun-mi et Moon Yang-kwon[1]
- Sociétés de production : Anthology Studio, Barunson Studio et Luz y sonidos
- Sociétés de distribution : Barunson Studio (Corée du Sud)[1], The Jokers (France)
- Pays de production :  Corée du Sud
- Langue originale : coréen
- Format : couleur et noir et blanc - son Dolby Digital
- Durée : 135 minutes[1]
- Genre : comédie noire
- Dates de sortie :
  - France : 25 mai 2023[2] (festival de Cannes) ; 8 novembre 2023 (sortie nationale)
  - Suisse romande : 2 juillet 2023[3] (Festival international du film fantastique de Neuchâtel)
  - Corée du Sud : 27 septembre 2023

## Distribution
- Song Kang-ho (VF : Boris Rehlinger) : Kim, le réalisateur
- Im Soo-jeong : Lee Min-ja, actrice du film
- Jung Soo-jung : Han Yu-rim, actrice du film
- Oh Jung-se : Kang Ho-se, acteur du film
- Park Jeong-su (en) : Mme Oh, actrice du film
- Jeon Yeo-been : Shin Mi-do, l'assistante de production
- Jang Yeong-nam (en) : madame Baek, la productrice, tante de Mi-do
- Jung Woo-sung : Shin Sang-ho, réalisateur décédé, ex-mentor de Kim et oncle de Mi-do
- Kim Min-jae (en) : Kim, le manager
- Jang Gwang (en) : l'officiel Choi
- Jang Nam-yeol : l'officiel Park
- Jung In-gi (en) : l'acteur qui joue le chasseur

## Production

### Attribution des rôles
En novembre 2021, Song Kang-ho retrouve, pour la cinquième fois, Kim Jee-woon pour son prochain film.
En fin janvier 2022, Oh Jung-se se joint au réalisateur, ainsi que Jeon Yeo-been, Lim Soo-jung, au début de février,, et Jung Soo-jung, en mars. En avril, Jung In-ki et Jung Woo-sung — qui ferait une apparition exceptionnelle — sont engagés,, de même que Jang Nam-yeol en mai, puis Park Jung-soo, Shin Sung-pil et Kim Min-jae en juin.

### Tournage
Le tournage commence le 8 mars 2022 et s'achève le 6 juin.

## Accueil

### Festivals
Le 13 avril 2023, le film est sélectionné en hors compétition au festival de Cannes,, où il projette dans la soirée du 25 mai, ainsi que, le 2 juillet, dans la section « Third Kind » du Festival international du film fantastique de Neuchâtel, en Suisse romande,.
En juillet suivant, le distributeur The Jokers annonce que ce film sort le 8 novembre 2023 en France.

### Critique
Pendant le festival, Hélène Marzolf du Télérama assure que « dans ce gloubi-boulga clinquant comme un soap, entre noir et blanc et couleurs, réalité et fiction finissent par se dissoudre. Kim Jee-woon nous ferre dans un trompe-l'œil géant, truffé de références savamment détournées (Ring, Alien…) et de plans de cinéma bluffants, où il projette dans la soirée du 25 mai. ».
En France, le site Allociné propose une moyenne de 3,3⁄5, d'après l'interprétation de 20 critiques de presse.

## Distinction

### Sélections
- Festival de Cannes 2023 : sélection officielle, hors compétition[19].
- Festival international du film fantastique de Neuchâtel 2023 : section « Third Kind »[15]